# アンリ・ファルジュ
アンリ･ファルジュ（Henri Farge、1884年1月1日－1970年12月24日）はフランスのエコール・ド･パリの画家。
フォーヴィスムやキュビスムなど、近代絵画の意識革命が行われた1900年代初期において、表現主義的画風を持ちながらパリの哀歓を描いた。労働者、物売り、夜店の野師や曲芸師、乞食や流しのシャンソン歌手を描いた。
1933年にはデュラン・リュエル画廊にて個展を開いた。ここはモネやルノワール、セザンヌ等の印象派が発表の場に選んだ画廊である。個展後にファルジュの支持者が現れ、ルーヴル美術館やニース美術館のコレクションにも加わった。

## 生涯
建築家の息子として生まれ、学歴も高くソルボンヌ大学へ進学した。両親の意思に逆らって画家の道へ進み、1911年には『楽屋』と題する絵が国立美術協会展のスキャンダルを起こし一躍有名となる。第一次世界大戦では歩兵中尉として300人の兵を率いてカルパトで戦うが、地獄の戦線を前に人生の矛盾を痛感することとなる。
画家としてはサロンでの金メダル受賞を機会にクローズアップされるが、パリで人気が高まったのは1968年に大々的な個展を開いて以降である。パリの各誌は<ゴヤ、ドーミエ、シャルダンの伝統を受けた一人の偉大なる画家の発見>として大きな紙面で報道した。1970年に世を去った際は、「ムッシュ。あなたが自ら暗闇に隠れていたことは赦すべからざることであり、しかし、時代があなたの存在を忘れていたことは、なお赦すべからざることである。」とパリ・テル誌が批評している。